# Župča
Župča är en ort i Bosnien och Hercegovina.   Den ligger i entiteten Federationen Bosnien och Hercegovina, i den centrala delen av landet, 17 km norr om huvudstaden Sarajevo. Župča ligger 509 meter över havet och antalet invånare är 1 487.
Terrängen runt Župča är kuperad. Runt Župča är det ganska tätbefolkat, med 93 invånare per kvadratkilometer.. Närmaste större samhälle är Sarajevo, 17,1 km söder om Župča. 
I omgivningarna runt Župča växer i huvudsak lövfällande lövskog.